# Interne Personalvermittlungsabteilung
Als interne Personalvermittlungsabteilungen (kurz: PVA) bezeichnet man Abteilungen in Unternehmen oder Verwaltungen, deren zentrale Aufgabe darin besteht, Beschäftigte, die ihre Stelle aus betrieblichen Gründen verloren haben, auf freie Stellen innerhalb des Unternehmens zu vermitteln.

## Begriff
Interne Personalvermittlungsabteilungen haben das Ziel, Arbeitnehmern, deren Stelle betriebsbedingt wegfällt, einen Wechsel des Arbeitsplatzes innerhalb ihres Unternehmens zu ermöglichen. Sie dienen der Vermeidung von Entlassungen der von Stellenabbau betroffenen Beschäftigten auf den externen Arbeitsmarkt. Sie sind in vielen Fällen Bestandteil von betrieblichen Abkommen zum Rationalisierungsschutz. Ihre operative Aufgabe besteht darin, Mitarbeiter, die ihre Stelle verlieren, zu beraten, zu qualifizieren und auf freie Stellen innerhalb des unternehmensinternen Arbeitsmarktes zu vermitteln.
Ein wesentliches Merkmal ist die Kennzeichnung als eigenständige Abteilung, die impliziert, dass es sich um dauerhafte Organisationseinheiten handelt. Personalvermittlungsabteilungen beschäftigten mindestens eine Person, die mit der Arbeitsvermittlung und der Koordination von Arbeitsangebot und Arbeitsnachfrage innerhalb des Unternehmens beauftragt ist.
Da sich das Aufgabenspektrum der Personalvermittlungsabteilungen in vielen Punkten mit dem der Bundesagentur für Arbeit vergleichen lässt, bezeichnen sie sich häufig selbst als „internes Arbeitsamt“ ihres Unternehmens.
Meist werden sie als Teil eines Verhandlungspakets von Management und Betriebsrat und als Folge von Personalabbau eingeführt, wobei die Ausführung und Form der Personalvermittlungsabteilung von ihrer Verhandlungsmacht im Unternehmen und ihrer finanziellen und personellen Ausstattung abhängt.

## Allgemeines
Man unterscheidet bei Personalvermittlungsabteilungen zwischen zwei Organisationsmodellen: Dem Poolmodell und dem Agenturmodell. Bei dem Poolmodell nimmt die Personalvermittlungsabteilung die Rolle eines Zwischen-Arbeitgebers ein. Nach dem Verlust des Arbeitsplatzes werden die betroffenen Mitarbeiter formal in die PVA versetzt und gelten während der Suche nach einer neuen Stelle als Beschäftigte der PVA. Treten die Mitarbeiter eine neue Stelle im internen Arbeitsmarkt an, werden sie wiederum von der PVA in die neue Abteilung versetzt. Das Direktionsrecht und die disziplinarische Aufsichtsfunktion über die Beschäftigten obliegt dabei der PVA. Das Agenturmodell wird häufiger genutzt. Dabei agiert die PVA als Vermittlungsagentur, bei der die Beschäftigten während der Such- und Vermittlungsphase nicht in die PVA versetzt werden, sondern so lange formal als Beschäftigte in ihrer alten Abteilung gelten, bis sie eine neue Stelle antreten. Bei diesem Modell variieren das Direktionsrecht und die disziplinarische Aufsichtsfunktion zwischen der alten Abteilung und der PVA. Oftmals werden in Unternehmen aber auch Mischformen der beiden Organisationsmodelle angewendet, zum Beispiel, indem Beschäftigte befristet in die PVA versetzt werden und in die alte Abteilung zurückkehren können, wenn die Vermittlung nicht erfolgreich war.
Interne Personalvermittlungsabteilungen sind ein Instrument der betrieblichen Flexibilisierung und werden eingesetzt, um dem Stellenabbau und dem Entlassen der Beschäftigten auf den externen Arbeitsmarkt entgegenzuwirken. Allerdings gelten sie sowohl im nationalen als auch im internationalen Kontext als ein bisher wenig untersuchter Forschungsgegenstand.
Obwohl dieses Instrument der betrieblichen Flexibilisierung in Großunternehmen und großen öffentlichen Verwaltungen weit verbreitet ist und dieses Thema eng mit dem Themenkomplex des Personalabbaus verknüpft ist, findet es in der Literatur und der Arbeitsmarktforschung bislang nur als marginales Phänomen Einzug.
Diese Forschungslücke lässt sich dadurch erklären, dass interne Personalvermittlungsabteilungen erst Ende der 1990er und Anfang der 2000er Jahre entstanden sind und sie damit im Vergleich zu anderen Instrumenten und Formen der personellen Flexibilisierung ein relativ junges Instrument bilden.

## Geschichte
Abteilungen zur Personalvermittlung im internen Arbeitsmarkt sind ein relativ junges Instrument der betrieblichen Flexibilisierung und Beschäftigungssicherung. Ihre Entstehung ist eng mit der Entwicklung von Sozial- und Beschäftigungsplänen und der damit verbundenen Diskussion um „Qualifizieren statt Entlassen“ verknüpft.
Als Vorstufe von PVA gelten so genannte Beschäftigungspläne, die Ende der 1980er Jahre als Weiterentwicklung von Sozialplänen entstanden sind. Beschäftigungspläne sind zunächst, wie Sozialpläne auch, eine Vereinbarung zwischen Betriebsrat und Arbeitgeber. Über Sozialpläne hinaus beinhalten sie betriebliche Maßnahmen zur Vermeidung von Stellenabbau bei Betriebsänderungen und Regelungen zur Unterstützung innerbetrieblicher Stellenwechsel. Im Unterschied zu PVA-Vereinbarungen beinhalten Beschäftigungspläne kein arbeitsmarktpolitisches Konzept mit Vermittlungs- oder Beratungsleistungen, sondern beinhalten hauptsächlich ein Bündel von vermittlungsfördernden Instrumenten, die in der betrieblichen Praxis in verschiedener Form angewendet werden, gepaart mit Maßnahmen zur Diversifizierung des Unternehmens, um mit der Entwicklung neuer Geschäftsfelder neue Beschäftigungsmöglichkeiten im internen Arbeitsmarkt zu schaffen.
Allerdings konnten Beschäftigungspläne die Erwartungen, die in sie gesetzt wurden nicht erfüllen. Auf Basis der Erfahrungen, die mit Beschäftigungsplänen gemacht worden sind, erfolgte die Entwicklung der heutigen modernen PVA. Eine wichtige Entwicklungsstufe ist der Ansatz des Inplacement, der Anfang der 1990er Jahre entwickelt wurde. Im Fokus steht ein sogenanntes Inplacement-Zentrum, welches aus verschiedenen Projektleitungen besteht und das Ziel hat, Beschäftigte, die durch betriebliche Umstrukturierungen ihre Stelle nicht weiter ausführen können, in der Organisation zu halten. Es wird von einem Sekretariat unterstützt und koordiniert und beinhaltet Räumlichkeiten für Beratungen der Betroffenen, die dort mit Hilfe von Gesprächen, Analysen der Stärken und Schwächen und Schulungen der Fähigkeiten und Kompetenzen unterstützt werden.
Allerdings weist dieses Konzept die konzeptionelle Schwäche auf, dass von einer weitgehenden Selbstregulation der Stellenwechsel ausgegangen wird, da die Beschäftigten bei der Suche einer neuen Stelle und der Bewerbung nicht von Seiten des Inplacement-Zentrums begleitet werden.
Ein weiterer Ansatz aus dem Jahr 2001 beinhaltet detaillierte Anforderungen an die Arbeitsvermittlung im internen Arbeitsmarkt, wobei die Personalentwicklungsabteilung im Unternehmen im Fokus steht. Die Personalentwicklung ist der Ort, an dem alle wichtigen Informationen über neu zu besetzende Stellen und Änderungen der Qualifikationsstruktur gesammelt werden und wo durch entsprechende Angebote und Unterstützungsmaßnahmen die Koordinierung von Stellenangeboten und -nachfragen im internen Arbeitsmarkt gefördert wird.
Durch diese Ansätze konnte sich der Begriff der Personalvermittlungsabteilung entwickeln und zunehmend in der Praxis etabliert werden. Heutzutage, drei Jahrzehnte nach der Einführung der ersten Beschäftigungspläne, haben zahlreiche Unternehmen und Verwaltungen eigene Abteilungen zur Förderung und Koordinierung von internen Versetzungsprozessen gegründet, die so die Tradition der Beschäftigungspläne als Instrument der betrieblichen Beschäftigungssicherung fortführen, wobei die zentralen Schwachstellen von Beschäftigungsplänen beseitigt wurden.

## Verbreitung und Wirksamkeit
Interne Personalvermittlungsabteilungen sind sowohl in Unternehmen als auch in öffentlichen Verwaltungen als Instrument zur Bewältigung von Stellenabbau und Restrukturierungsmaßnahmen zu finden. Allerdings gibt es nur wenige, bekannte Einzelbeispiele, wie Vivento der Deutschen Telekom oder die DB JobService GmbH der Deutschen Bahn.
Eine quantitative Untersuchung des IAQ der Universität Duisburg-Essen hat ergeben, dass 55 % der PVA in Unternehmen der privaten Wirtschaft zu finden sind, 45 % in Unternehmen des öffentlichen Dienstes oder in der öffentlichen Verwaltung.
Die Studie hat verschiedene Branchenschwerpunkte festgestellt, in denen PVA verstärkt zu finden sind, wie beispielsweise die öffentliche Kernverwaltung, Universitätskliniken/Universitäten und Unternehmen der Energiewirtschaft. Als ein wichtiger Parameter, für die Existenz von PVA und um deren Bedeutung abschätzen zu können, gilt die Betriebsgröße, da ab einer Zahl von ca. 1000 Beschäftigten die Gründung einer solchen Abteilung wahrscheinlich wird.
Eine weitere Studie des IAQ hat nachgewiesen, dass Abteilungen zur internen Personalvermittlung im Jahr 2006 mehr als die Hälfte des unfreiwilligen Stellenverlustes aufgefangen haben und somit eine Großzahl von betriebsbedingten Kündigungen verhindert werden konnten.
PVA tragen außerdem dazu bei, dass die Chancen auf einen Aufstieg bei einem internen Arbeitsplatzwechsel für die betroffenen Beschäftigten größer werden, als auf dem externen Arbeitsmarkt. Unternehmen können PVA als Flexibilisierungsinstrument einsetzen, um dem Stellenabbau und Restrukturierungsmaßnahmen entgegenzuwirken und die Besetzung der Stellen innerhalb des Unternehmens zu optimieren. Inwieweit Personalvermittlungsabteilungen eine Reduktion des Personals ohne Entlassungen auf den externen Arbeitsmarkt ermöglichen können, zeigt sich anhand des Anteils der Personalvermittlungen am Stellenabbau in den Unternehmen und Verwaltungen, der im Rahmen des WEGA-Projekts des IAQs ermittelt wurde. Diese Studie zeigt, dass in den befragten Unternehmen und Verwaltungen 2,8 % der Beschäftigten ihre Stelle im Verlauf eines Jahres verlieren, davon aber 55 % durch die PVA auf eine neue Stelle vermittelt werden und 45 % das Unternehmen verlassen.
Personalvermittlungsabteilungen können somit Arbeitsplatzverluste auffangen und bilden ein wichtiges Flexibilisierungsinstrument. Durch diese Form der Flexibilität können Unternehmen Restrukturierungen bewältigen und den Beschäftigten ein relativ hohes Maß an sozialer Sicherheit bieten.

## Vorteile und Risiken von Personalvermittlungsabteilungen
Studien über Personalvermittlungsabteilungen benennen verschiedene Vorteile und Risiken, die Personalvermittlungsabteilungen sowohl für das jeweilige Unternehmen als auch für die betroffenen Beschäftigten mit sich bringen.

### Vorteile
Durch interne Personalvermittlungsabteilungen ergibt sich aus Unternehmenssicht die Möglichkeit, Beschäftigte innerhalb des Unternehmens zu vermitteln und so Stellen anhand der Fähigkeiten optimal zu besetzen. Auch ist die interne Rekrutierung von Beschäftigten für das Unternehmen weniger riskant, da bereits mehr Informationen über die Arbeitsweise und Fähigkeiten von unternehmensinternen Bewerbern aus anderen Abteilungen vorliegen, als über Bewerber des externen Arbeitsmarktes. Unternehmensinterne Bewerber kennen bereits die internen Strukturen, Abläufe und Prozesse und müssen in diesen Punkten nicht geschult werden. Aus Arbeitnehmersicht bringen PVA vor allem die Vorteile mit sich, dass sie ihre Fähigkeiten und ihr Wissen durch neue Stellen und damit verbundene neue Aufgaben erweitern können, sie die Chance auf einen unternehmensinternen Aufstieg haben, Unzufriedenheit im Job vermieden werden kann und sie neue Seiten des Unternehmens kennenlernen können.
Ein weiterer Vorteil des unternehmensinternen Arbeitsplatzwechsels stellt die veränderte positive Wahrnehmung im Hinblick auf die Karriereerwartung dar. Die Begleitung des Stellenwechsels durch Maßnahmen der Personalvermittlungsabteilung führt dazu, dass Beschäftigte nach der Versetzung in eine neue Abteilung eine höhere subjektive Arbeitsplatzsicherheit und höhere Karriereerwartungen äußern.

### Das Argument der Beschäftigungssicherung
Im Kern sind PVA dazu gegründet worden, um friktionale Beschäftigungslosigkeit zu beheben, indem die von Stellenabbau betroffenen Beschäftigten bei der Suche nach einer neuen unternehmensinternen Stelle unterstützt und im Idealfall vermittelt werden.
Neben den eben genannten Vorteilen ist vor allem das Argument der Beschäftigungssicherung und der Vermeidung von Kündigungen bedeutend. Studien haben belegt, dass PVA innerhalb eines Unternehmens wesentlich dazu beitragen können, Beschäftigungssicherung in Zeiten von Restrukturierungen und Personalabbau zu gewährleisten und soziale Sicherheit und Schutz vor den Risiken des externen Arbeitsmarkts zu garantieren.
Allerdings muss beachtet werden, dass die Gründung einer PVA in einem Unternehmen das Ergebnis von unternehmensinternen Verhandlungen ist, die sich im Spannungsfeld zwischen Personalabbau und Wahrung der sozialen Sicherheit bewegen.

### Risiken und Nachteile
Interne Personalvermittlungsabteilungen sind ein wichtiges Element der Beschäftigungssicherung und leisten einen wichtigen Beitrag zur sozialen Sicherheit der betroffenen Beschäftigten. Neben den positiven Eigenschaften und Vorteilen, die sie mit sich bringen, lassen sich auch negative Aspekte und Risiken finden. Aus Sicht des Unternehmens oder der Verwaltung besteht vor allem das Risiko, dass sie bei der Besetzung einer Stelle im Falle einer unternehmensinternen Vermittlung nur auf einen eingeschränkten Bewerberpool zugreifen können, da sich die Suche auf den internen Arbeitsmarkt beschränkt. Zwar erheben PVA grundsätzlich den Anspruch, alle Beschäftigten auf neue Stellen zu vermitteln, sie können aber keine Vermittlung garantieren, wodurch sie sich auch mit dem Phänomen der Beschäftigungslosigkeit der Mitarbeiter innerhalb des Unternehmens auseinandersetzen müssen. Die unternehmensinterne Vermittlung wird zum Beispiel dann erschwert, wenn die Bedeutung von bestimmten Berufsbildern und Stellen innerhalb des Unternehmens stark nachlässt oder diese ganz verschwinden. Auch eine sinkende Nachfrage nach Einfachtätigkeiten und eine vermehrte Nachfrage nach höher qualifizierten Tätigkeiten stellt die PVA vor eine Herausforderung, da so Personal- und Stellenüberhänge entstehen, die sich nur schwer mit den offenen Stellen im internen Arbeitsmarkt vereinbaren lassen. Neben diesen strukturellen Hemmnissen der Vermittlung können auch persönliche Merkmale von betroffenen Beschäftigten, wie gesundheitliche Einschränkungen oder Vermittlungshemmnisse, eine Vermittlung erschweren oder unmöglich machen. Für Personalvermittlungsabteilungen gilt es, diese Schwierigkeiten zu überwinden und Lösungen zu finden, die eine erfolgreiche Vermittlung von Beschäftigten möglich machen. Betroffene Beschäftigte empfinden einen deutlichen Unterschied zwischen den gefühlten und den tatsächlichen „Härten“, die mit einer Personalvermittlung verbunden sind. Zwar schützen Betriebs- oder Dienstvereinbarungen sie in der Regel vor Einkommenseinbußen oder einer Verschlechterung der Arbeitsbedingungen, der Verlust des Arbeitsplatzes und somit der Übergang in eine (temporäre) Beschäftigungslosigkeit wird aber dennoch als hart wahrgenommen. Aus diesem Grund werden hohe Erwartungen an die PVA gestellt: Mitarbeiter der PVA müssen mit den Betroffenen sensibel umgehen und vertrauensbasierte Vermittlungsarbeit leisten, um den betroffenen Beschäftigten den internen Übergang in eine neue Arbeitsstelle so unkompliziert wie möglich zu gestalten.

## Der Basiskonflikt
Das wesentliche Problem der internen Personalvermittlung wird als Basiskonflikt bezeichnet und besteht in der Interessendivergenz bei der Personalauswahl. Zwar sind Personalvermittlungsabteilungen ein bedeutendes Instrument um Stellenabbau im Rahmen von Restrukturierungsmaßnahmen entgegenzuwirken, ihre Einführung und der Aufbau einer solchen Organisationseinheit ist aber auch mit erheblichen innerorganisatorischen Konflikten verbunden. Diese Konflikte entstehen durch unterschiedliche Interessen zwischen den Akteuren innerhalb des Unternehmens und den Akteuren, die an der PVA beteiligt sind. Es entsteht ein Machtspiel der Interessen, welches sich in den Auswahlkriterien bei Entscheidungen der Einstellung und des Abbaus von Beschäftigten zeigt.
An der Personalvermittlung sind verschiedene Akteure beteiligt, die anhand verschiedener Kriterien Entscheidungen treffen:
- Personalverantwortliche der Abteilungen, die Personal abgeben;

- Personalentscheider in den aufnehmenden Abteilungen;
- Personal der Personalvermittlungsabteilung, welches für die Vermittlung zuständig ist[23]

Die Personalauswahl im Fall von Stellenabbau erfolgt nach den Kriterien der Leistungsfähigkeit. Die Personalverantwortlichen tendieren dazu, Beschäftigte mit einer hohen Leistungsfähigkeit in ihrer Abteilung zu halten und Beschäftigte, die weniger leistungsstark sind, an die Personalvermittlungsabteilung abzugeben. Als weniger leistungsstark und somit schwer vermittelbar gelten Beschäftigte, die beispielsweise aufgrund mangelnder fachlicher Qualifikationen oder gesundheitlichen Einschränkungen geringere Chancen haben.
In Abteilungen, die offene Stellen zu besetzen haben, erfolgt die Personalauswahl ebenfalls nach dem Kriterium der Leistungsfähigkeit, allerdings nach gegenteiligen Leistungskriterien, die Vakanzen sollen mit möglichst leistungsfähigen Beschäftigten besetzt werden. Bei der Besetzung von Stellen werden zwei Möglichkeiten unterschieden: Die Suche nach dem idealen Kandidaten mit den passenden Fähigkeiten für eine Stelle und die Besetzung einer offenen Stelle mit leistungsstarken Beschäftigten aus der eigenen Abteilung, um diese durch Anerkennung ihrer Leistungen zu motivieren und sie so an die Abteilung zu binden.

### Folgen der Einführung einer Personalvermittlungsabteilung für die Organisationsstruktur
Gehört es üblicherweise zu den Aufgaben von unteren Führungskräften, Stellen in der jeweiligen Abteilung zu besetzen, wird diese Handlungs- und Entscheidungsmacht bei Bestehen einer PVA an diese weitestgehend übertragen. Die unteren Führungskräfte wollen den so entstanden Machtverlust ausgleichen, in dem sie beispielsweise schwer vermittelbare Mitarbeiter aus ihrer Abteilung an die PVA weiterleiten und im Gegenzug neue Beschäftigte mit einer höheren Leistungsfähigkeit fordern.
Personalvermittlungsabteilungen sind stark von den Entscheidungen der anderen Akteure innerhalb der Organisation abhängig. Gute Kandidaten und offene Stellen bestimmen den Erfolg und die Handlungsfähigkeit der PVA: Haben Personalverantwortliche bereits eine Auswahl nach ihren Interessen getroffen, stehen PVA vor dem Problem, dass offene Stellen von Personalverantwortlichen für ihre Personalauswahl blockiert werden oder die Beschäftigten nur schwer vermittelbar sind, da Personalverantwortliche bereits die Mitarbeiter selektiert haben.
Die Ergebnisse von Personalauswahl und -entscheidungen verschiedener Akteure sind die größte Herausforderung mit der die Personalvermittlungsabteilungen konfrontiert sind. Mit der Einführung von PVA müssen Personalverantwortliche akzeptieren, dass sie nicht die alleinige Entscheidungsmacht und Autonomie in Personalentscheidungen haben, was ein wesentliches Problem darstellt.

### Überwinden des Basiskonflikts
Um den Basiskonflikt überwinden zu können und die Vermittlung von Beschäftigten erfolgreich durchführen zu können, benötigen PVA eine starke Position innerhalb des Unternehmens und auf dem internen Arbeitsmarkt in Form von hinreichenden Macht-, Geld- und Personalressourcen. Machtressourcen haben für PVA eine zentrale Bedeutung: Innerhalb des Unternehmens benötigen sie Unterstützung und Rückendeckung der Unternehmensführung, um bei Personalentscheidungen Akzeptanz von Seiten der Personalverantwortlichen erwarten zu können. Auch können die Verlegung des internen Ausschreibungswesens von offenen Stellen in die Personalvermittlungsabteilung und das Aussprechen eines Verbotes des Einstellens von Mitarbeitern aus dem externen Arbeitsmarkt Maßnahmen von Seiten des Unternehmens sein, um die erfolgreiche Arbeit der PVA zu unterstützen. Geld- und Personalressourcen können ebenfalls einen wichtigen Beitrag leisten. Beispielsweise benötigen PVA finanzielle Unterstützung, um betroffene Beschäftigte mit Qualifizierungsmaßnahmen für den internen Arbeitsmarkt zu fördern oder um sie attraktiver für offene Stellen anderer Abteilungen zu machen. Um die betroffenen Beschäftigten mit qualitativ hochwertigen Beratungsmaßnahmen zu unterstützen, ist auch eine hinreichende Personalausstattung der PVA unabdingbar.

### Der „Lemons“-Effekt
Aus diesem Konflikt und der damit verbundenen Bestenauswahl der Beschäftigten entsteht ein sogenannter „Lemons“ – Effekt. Er bezeichnet die Tatsache, dass Beschäftigte, die ihre Stelle aufgrund von Stellenabbau verlieren, in Verbindung mit einer geringen Leistungsfähigkeit gebracht werden und mit dem Begriff der „Lemons“, im Sinne von „Montagsautos“, auf dem externen Arbeitsmarkt stigmatisiert werden.
Überträgt man diesen Begriff auf den internen Arbeitsmarkt zeigt sich, dass Beschäftigte, die von der PVA betreut werden, innerhalb der Organisation negativ typisiert, bei Einstellungsentscheidungen weniger berücksichtigt und so systematisch benachteiligt werden, da sie in Verbindung mit einer geringen Leistungsfähigkeit gebracht werden. Die Überwindung dieses Aspekts des Basiskonfliktes stellt eine weitere Herausforderung dar, der sich Personalvermittlungsabteilungen und Unternehmen stellen müssen, wenn eine interne Vermittlung der Beschäftigten erfolgreich umgesetzt werden soll.